# Енхбаярин Цевегмід
Енхбаярин Цевегмід (монг. Энхбаярын Цэвэгмид; нар. 22 вересня 1988) — монгольська борчиня вільного стилю, дворазова бронзова призерка чемпіонатів Азії, срібна призерка чемпіонату світу серед військовослужбовців.

## Життєпис
Боротьбою почала займатися з 2004 року. У 2008 році стала чемпіонкою Азії серед юніорів. Того ж року завоювала бронзову медаль чемпіонату світу серед юніорів.
Виступала за спортивний клуб «Адлар» Улан-Батор. Тренер — Цогтбаяр Хосбаяр.

## Спортивні результати на міжнародних змаганнях

### Виступи на Чемпіонатах світу
| Змагання                        | Збірна   | Вагова категорія          | Місце |
| ------------------------------- | -------- | ------------------------- | ----- |
| Чемпіонат світу з боротьби 2008 | Монголія | жіноча боротьба, до 59 кг | 16    |

### Виступи на Чемпіонатах Азії
| Змагання                       | Збірна   | Вагова категорія          | Місце  |
| ------------------------------ | -------- | ------------------------- | ------ |
| Чемпіонат Азії з боротьби 2012 | Монголія | жіноча боротьба, до 59 кг | Бронза |
| Чемпіонат Азії з боротьби 2015 | Монголія | жіноча боротьба, до 63 кг | Бронза |
| Чемпіонат Азії з боротьби 2018 | Монголія | жіноча боротьба, до 65 кг | 4      |
| Чемпіонат Азії з боротьби 2020 | Монголія | жіноча боротьба, до 72 кг | 4      |

### Виступи на Кубках світу
| Змагання                    | Збірна   | Вагова категорія          | Місце |
| --------------------------- | -------- | ------------------------- | ----- |
| Кубок світу з боротьби 2010 | Монголія | жіноча боротьба, до 59 кг | 9     |

### Виступи на Чемпіонатах світу серед військовослужбовців
| Змагання                                                  | Збірна   | Вагова категорія          | Місце  |
| --------------------------------------------------------- | -------- | ------------------------- | ------ |
| Чемпіонат світу з боротьби серед військовослужбовців 2014 | Монголія | жіноча боротьба, до 69 кг | 4      |
| Чемпіонат світу з боротьби серед військовослужбовців 2018 | Монголія | жіноча боротьба, до 65 кг | Срібло |

### Виступи на Універсіадах
| Змагання               | Збірна   | Вагова категорія          | Місце |
| ---------------------- | -------- | ------------------------- | ----- |
| Літня Універсіада 2013 | Монголія | жіноча боротьба, до 72 кг | 5     |

### Виступи на інших змаганнях
| Змагання                                               | Збірна   | Вагова категорія          | Місце  |
| ------------------------------------------------------ | -------- | ------------------------- | ------ |
| Відкритий кубок Монголії з боротьби 2013               | Монголія | жіноча боротьба, до 72 кг | Бронза |
| Відкритий кубок Монголії з боротьби 2014               | Монголія | жіноча боротьба, до 75 кг | 5      |
| Гран-прі «Іван Яригін» 2015                            | Монголія | жіноча боротьба, до 63 кг | 14     |
| Кубок Президента Казахстану з боротьби 2015            | Монголія | жіноча боротьба, до 63 кг | Бронза |
| Золотий Гран-прі з боротьби 2015                       | Монголія | жіноча боротьба, до 63 кг | 14     |
| Відкритий кубок Монголії з боротьби 2016               | Монголія | жіноча боротьба, до 63 кг | Бронза |
| Гран-прі «Іван Яригін» 2017                            | Монголія | жіноча боротьба, до 63 кг | 14     |
| Гран-прі «Іван Яригін» 2018                            | Монголія | жіноча боротьба, до 65 кг | Бронза |
| Відкритий кубок Монголії з боротьби 2019               | Монголія | жіноча боротьба, до 65 кг | Бронза |
| Кубок Президента Бурятської Республіки з боротьби 2019 | Монголія | жіноча боротьба, до 68 кг | Бронза |
| Гран-прі «Іван Яригін» 2020                            | Монголія | жіноча боротьба, до 72 кг | 11     |

### Виступи на змаганнях молодших вікових груп
| Змагання                                      | Збірна   | Вагова категорія          | Місце  |
| --------------------------------------------- | -------- | ------------------------- | ------ |
| Чемпіонат Азії з боротьби серед юніорів 2008  | Монголія | жіноча боротьба, до 55 кг | Золото |
| Чемпіонат світу з боротьби серед юніорів 2008 | Монголія | жіноча боротьба, до 55 кг | Бронза |